# Свистун бісмарцький
Свистун бісмарцький (Pachycephala citreogaster) — вид горобцеподібних птахів родини свистунових (Pachycephalidae). Ендемік Папуа Нової Гвінеї. До 2015 року вважався підвидом золотистого свистуна.

## Опис
Самець бісмарцького свистуна має біле горло, на відміну від жовтогорлого самця золотистого свистуна.

## Підвиди
Виділяють п'ять підвидів:
- P. c. citreogaster Ramsay, EP, 1876 — острови Нова Британія, Нова Ірландія і Новий Ганновер[en];
- P. c. sexuvaria Rothschild & Hartert, E, 1924 — острови святого Маттія[en];
- P. c. goodsoni Rothschild & Hartert, E, 1924 — острови Адміралтейства;
- P. c. tabarensis Mayr, 1955 — острів Табар[en];
- P. c. ottomeyeri Stresemann, 1933 — острів Ліхір.

## Поширення і екологія
Бісмарцькі свистуни є ендеміками островів архіпелагу Бісмарка.